# Ganisa longipennata
Ganisa longipennata is een vlinder uit de familie van de Eupterotidae. De wetenschappelijke naam van de soort is voor het eerst geldig gepubliceerd in 1958 door Mell.